# Prophet-5
El Prophet-5 es un sintetizador analógico fabricado entre 1978 y 1984 por la empresa Sequential Circuits (SCI) en la ciudad de San José (California). 
Presentado en la exposición NAMM de enero de 1978, se trató del primer sintetizador de Sequential Circuits, por entonces ignota empresa que funcionaba en un garaje en California. La idea fue concebida y realizada por Dave Smith (ingeniero electrónico, n. 1946) y John Bowen (diseñador de sonidos).
El Prophet-5 fue revolucionario por ser uno de los primeros sintetizadores analógicos en implementar memoria de parches, una funcionalidad que guardaba las preferencias del usuario para todos los parámetros del sintetizador en una memoria interna. También es uno de los primeros sintetizadores polifónicos, con una polifonía máxima de cinco voces, lo que significa que hasta cinco notas pueden sonar al mismo tiempo.
Fue el primer sintetizador analógico programable a un precio asequible y gozó de una enorme popularidad desde su lanzamiento hasta la primera mitad de los años ochenta, aproximadamente. Gracias a la combinación lograda entre un completo manejo microprocesado y la utilización de IC a medida de bajo costo (fabricados por Solid State Music al principio y luego Curtis Electromusic), Sequential fue capaz de producir un sintetizador de relativo bajo costo con cinco voces de polifonía.
El Prophet-5 es conocido por sus capacidades de modulación. La funcionalidad de "Poly-Mod" canalizaba la salida del filtro generador de envolvente y el segundo oscilador en cada voz a través de dos perillas mezcladoras, que luego se podían conectar a los controles de tono y ancho de pulso en el primer oscilador, al control de frecuencia de corte, o a los tres al mismo tiempo. El segundo oscilador controlado por tensión no estaba limitado a operar un oscilador de baja frecuencia, lo que le permitía al Prophet-5 la generación de síntesis FM de 2 operadores y efectos de modulación en anillo, así como barridos complejos.
El entonces revolucionario principio de combinar cinco voces con una programación y edición muy sencilla dentro de un formato compacto de equipamiento estableció un estándar de sintetizadores polifónicos. Con el agregado de unidades de memoria capaces de almacenar la parametrización de un sonido en particular (una innovación realizada por Dave Smith con la asistencia de Dave Rossum de E-Mu Systems), por primera vez el usuario contaba con la capacidad de elegir entre una centena de sonidos con sólo pulsar un botón. Esta funcionalidad fue considerada un desarrollo muy destacable en la industria de los sintetizadores. El Prophet-5 estuvo en producción desde 1978–1984, y vendieron aproximadamente 8000 unidades.
Se produjeron tres revisiones, las primeras dos (referidas comúnmente como Revision 1 y Revision 2) usando osciladores fabricados por Solid State Music (SSM) y la última (Revision 3) usando chips Curtis CEM de Curtis Electromusic Specialties. La producción total incluyendo todas las revisiones fue de unas 6000 a 8000 unidades.

## Osciladores
Los primeros Prophet-5, conocidos como Revisiones 1 y 2, usaban osciladores y chips de filtro fabricados por Solid State Music (SSM). Los instrumentos de la Revisión 3 usaron chips Curtis CEM. Los últimos Prophet-5 de la Revisión 3 tenían puertos de entrada y salida MIDI, una función que no estaba disponible en las versiones anteriores.

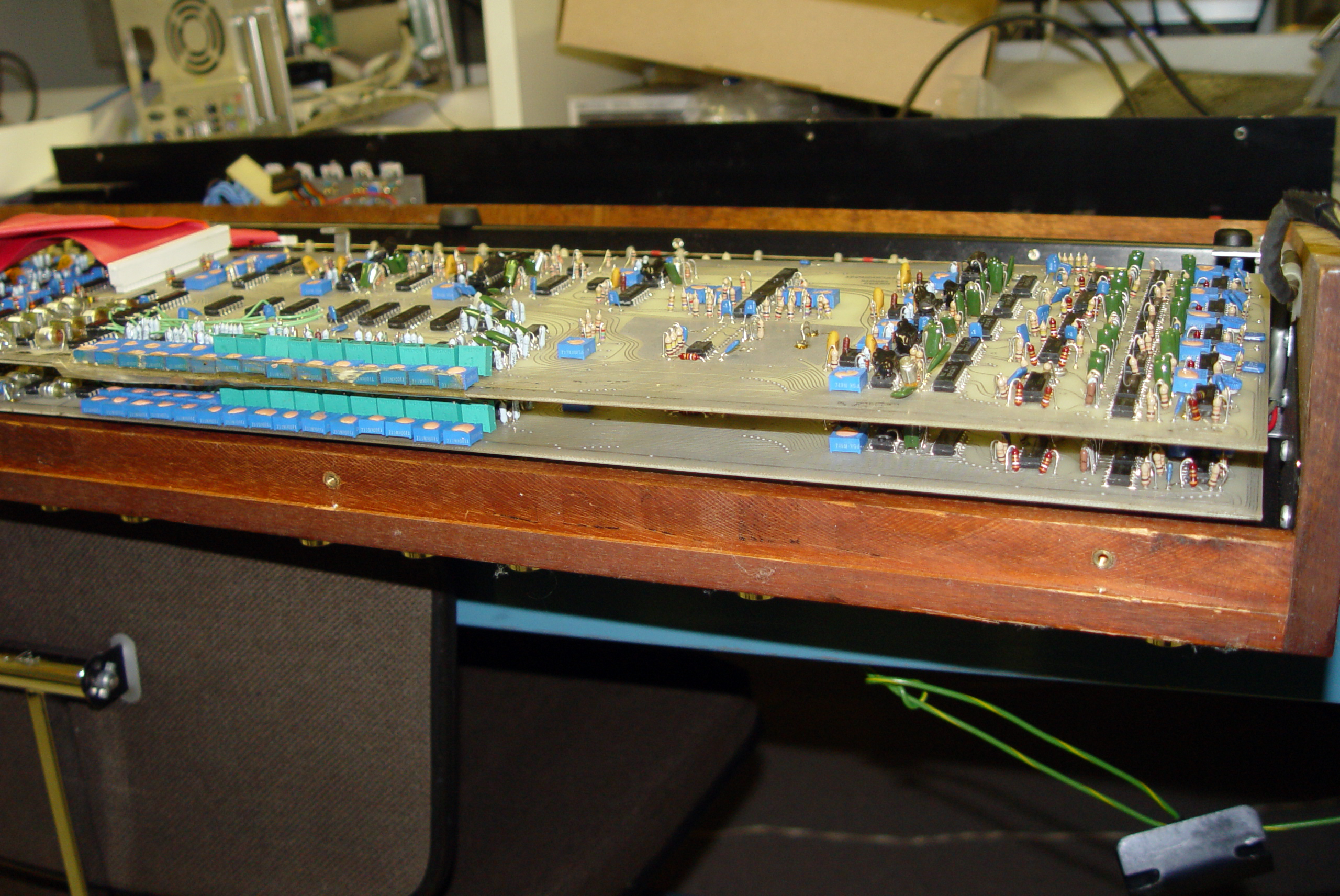
En el interior del Prophet-10 (1980), un par teclados Prophet-5 proveen diez voces.

El Prophet-5 se destacó por la riqueza de sus texturas de sonido y las cinco voces polifónicas. También puede genrar sonidos de bajo, así como campanas y efectos de sonido atonales. 
Sequential Circuits produjo también una versión más grande del Prophet-5, conocido como Prophet 10, que tenía dos teclados y una polifonía de 10 voces.

## Clones y emuladores

### Software
Arturia desarrolló un sintetizador de software (softsynth) que emula al Prophet 5 y fue denominado Prophet V. El Prophet V también incluye una recreación del Prophet VS, un sintetizador fabricado por Sequential Circuits en 1986. Elementos de los dos sintetizadores pueden ser combinados en "modo híbrido". El sintetizadores de software se acerca mucho a recrear el timbre original del sintetizador analógico.
Otros emuladores por software de Prophet-5 son Pro-53, a Virtual Studio Technology y Audio Unit desarrollado por Native Instruments (discontinuado in 2009), Prophecizer 5 de Analog Synth Lab, y el Pro-12 de Creamware. El Pro-12 emula las primeras versiones con filtro SSM. Creamware también desarrolló y fabrica una versión en hardware del Pro-12 llamado Pro-12 ASB.

### Hardware
Dave Smith Instruments celebró el 30.º abiversario del Prophet desarrollando el Prophet-08, un sintetizador analógico de 8 voces. Dave Smith (1946-2022) es el ingeniero que desarrolló originalmente el Prophet-5 y fue el dueño de Sequential Circuits hasta que abandonó la empresa a fines de los años ochenta, cuando los derechos fueron comprados por Yamaha y luego vendidos a Korg. Smith continuó como consultor de Yamaha y Korg durante varios años y fue el responsable principal de la exitosa serie de instrumentos Wavestation de Korg. 
Con la tecnología usada para crear el Prophet-5, Yamaha desarrolló en 1997 un teclado sintetizador virtual analógico, el AN1x. Muchas de sus características fueron tomadas del Prophet-5. El AN1x superó las capacidades de Prophet-5, utilizando recursos solo disponibles con la tecnología digital.

## Artistas que usaron Prophet-5
- ABBA
- Akon
- Ambrosia
- Berlin
- Bonobo
- Brad Fiedel, utilizó un Prophet-10 en la banda sonora de la película The Terminator
- Casiopea
- Chicago
- Clannad
- Dan Fogelberg
- Depeche Mode
- Devo
- Dieter Bohlen[6]
- Dire Straits
- Django Bates
- Donald Fagen
- Dr. Dre
- Duran Duran
- Donnie Iris and the Cruisers
- Eddie Jobson
- Eddie Rayner (pianista de Split Enz)
- Eurythmics
- Fleet Foxes
- Four Tet
- Gary Numan
- Genesis
- George Michael
- Grandmaster Flash
- Greg Hawkes
- Hall & Oates
- Herbie Hancock
- Icehouse[7]
- Ice-T
- INXS
- Iva Davies (de Icehouse)[8]
- James Blake
- Japan: Prophet-5 y Prophet-10
- Jean Michel Jarre
- Joe Zawinul
- John Carpenter - Prophet-5 y Prophet-10
- Journey
- Joy Division
- Julian Casablancas
- Keff McCulloch[9]
- Kevin Barnes de Of Montreal
- Kim Carnes
- Kitaro
- Kombi
- Kraftwerk
- Lady Gaga
- Leo Sujatovich en Spinetta Jade (la banda de Luis Alberto Spinetta), en el álbum Bajo Belgrano y en el álbum solista de Spinetta Mondo di cromo
- Level 42
- Los Bigotes (Osorno, Chile)
- Manuel Göttsching - Prophet-10
- Mark Ronson
- Martin Rev
- Mashina Vremeni (de Time Machine, banda rusa de rock de los años ochenta)
- Men Without Hats
- Michael Jackson (en Thriller),
- Mike Oldfield
- Moody Blues
- Motoi Sakuraba - Prophet-5 y Prophet-10
- Nena
- New Order
- Nine Inch Nails
- No Doubt
- Orchestral Manoeuvres in the Dark
- Ozzy Osbourne
- Pat Metheny
- Patrick Cowley
- Patrick Moraz
- Paul Davis
- Paul Hardcastle
- Paul McCartney
- Pet Shop Boys
- Peter Gabriel
- Pete Townshend
- Phil Collins
- Phish
- Pink Floyd
- Podgorica
- Public Image Limited
- Radiohead
- Ralph Towner, en la banda Óregon
- Richard Carpenter, de The Carpenters
- Roger Powell, de la banda Utopía
- Roxy Music
- Rush
- Ryūichi Sakamoto
- Saint Etienne
- Skinny Puppy[10]
- Slawomir Losowski
- Snap!
- Soft Cell
- Spandau Ballet
- Split Enz
- Squeeze
- Steve Miller
- Steve Winwood
- Supergrass
- Synergy
- Talking Heads
- Tangerine Dream
- Taxi Girl
- Tears For Fears
- Teddy Riley
- Terry Riley
- The Cars
- The Doobie Brothers
- The Pointer Sisters
- The Police
- The Prodigy
- Thomas Dolby
- Thompson Twins
- Timbiriche, la banda original[11]
- Tony Kaye
- Too $hort
- Triumph
- UK
- Vangelis - Prophet-5 y Prophet-10 utilizados en la banda de sonido de Blade Runner
- Vince Clarke
- Wally Badarou
- Wang Chung
- Whodini
- XTC
- Yellow Magic Orchestra
- Yes
- Yukihiro Takahashi
- Zebra